# Tobruk (film 1967)
Tobruk – amerykański film wojenny z 1967 roku w reżyserii Arthura Hillera. Autorem scenariusza jest Leo Gordon.

## Obsada
- Rock Hudson jako major Donald Craig
- George Peppard jako kapitan Kurt Bergman
- Nigel Green jako pułkownik John Harker

i inni

## Nagrody i wyróżnienia
- nominacja – Nagroda Akademii Filmowej w 1968 w kategorii Najlepsze Efekty specjalne